# Römisch-katholische Kirche in Monaco
Die römisch-katholische Kirche in Monaco war bis 1887 kirchenrechtlich ein Teil eines französischen Bistums, wurde danach immediates Bistum und ist heute als eigenständiges Erzbistum, ohne Metropolitanbistum zu sein, direkt dem Heiligen Stuhl unterstellt.
Fürst Rainier I. erklärte die römisch-katholische Kirche zur Staatskirche (vgl. Staatsreligion).
Am 15. März 1887 erhielt das 2 km² große Fürstentum am Mittelmeer eine eigene Diözese. Bischofskirche ist die Kathedrale Notre-Dame-Immaculée. Mit der steigenden Zahl der Einwohner wuchs auch die Zahl der Gläubigen zwischen 1949 und 2002 von 14.950 auf 29.000. In Monaco sind etwa 90,6 % der Bevölkerung römisch-katholisch. Die Bischöfe, die fast immer aus Frankreich kamen, erhielten am 30. Juli 1981 den Titel eines Erzbischofs, da Monaco immediates Erzbistum wurde.
Heute zählt das Erzbistum 13 Diözesan- und 7 Ordenspriester. Zugleich leben auch 15 Ordensschwestern in den 6 Pfarreien Monacos.
Der Apostolische Nuntius in Monaco ist seit dem 19. April 2024 Erzbischof Martin Krebs.